# キャビテーション数
キャビテーション数（キャビテーションすう、英: Cavitation number）とは、流体力学において、キャビテーションの解析に用いられる無次元数である。主にポンプ、水配管や油圧機器など、液体を用いる流体機械の解析で用いられる。

## 定義
キャビテーション数Ca は液体の圧力と蒸気圧の差を無次元化したもので定義され、次式で表される：
{\displaystyle Ca={\frac {p-p_{\mathrm {v} }}{{\frac {1}{2}}\rho u^{2}}}}
ただし
- p - 絶対圧力
- pv - 蒸気圧
- 1⁄2ρu2 - 代表圧力（動圧）
  - ρ - 流体の密度
  - u - 流れの代表速度

である。

## 性質
キャビテーション数が小さいほど、キャビテーションが起こりやすい。そのため、以下のことが言える。
- 流れの代表速度が速いほど、キャビテーションが起こりやすくなる。
- 一般に、温度が高いと蒸気圧は上がるため、キャビテーションが起こりやすくなる。

## 例
配管の流れにおいて、大気圧をp 、圧力が大気圧となる場所での速度を0とする。キャビテーションが起こるならば、発生点での圧力は蒸気圧pv だから、その点における速度をu とするとベルヌーイの定理より、重力および圧力損失を無視して
{\displaystyle p=p_{\mathrm {v} }+{\frac {1}{2}}\rho u^{2}}
が成り立つ。この式を変形し、キャビテーション数の定義を代入すると
{\displaystyle Ca={\frac {p-p_{\mathrm {v} }}{{\frac {1}{2}}\rho u^{2}}}=1}
を得る。すなわち、キャビテーション発生点でCa = 1であり、Ca < 1ならばこの配管系においてキャビテーションが発生することがわかる。
一般の流れの場合は、圧力損失や流路の形、代表速度のとり方などに応じて発生点でのキャビテーション数は1とは異なる値をとる。